# Partito Socialista Popolare (Russia)
Il Partito Socialista Popolare (in russo Партия народных социалистов, Partija Narodnych Socialistov) è stato un partito politico socialdemocratico e centrista russo.
Il partito ha le sue radici nel "populismo giuridico", sorto in Russia nel 1890; nacque da una separazione nel Partito Socialista Rivoluzionario (PSR), operata da alcuni socialisti che rifiutavano il rivoluzionarismo e il terrorismo del partito, ma anche all'idea economica della socializzazione delle terre, preferendo invece la nazionalizzazione delle terre.
Il piccolo movimento criticava la sinistra del PSR definendola "marxista" e i suoi principali leader furono Nikolaj Annenskij, Venedikt Mjakotin e Aleksej Pešechonov.
I socialisti popolari criticarono la Rivoluzione d'ottobre e il partito venne sciolto durante la guerra civile russa.